# H 2 (sommergibile Italia)
L'H 2 è stato un sommergibile della Regia Marina.

## Storia
Dopo il completamento, nel 1917, partì da Halifax al comando del tenente di vascello Guido Bacci, attraversò l'Oceano Atlantico e giunse infine a Messina.
Destinato alla «Squadriglia Sommergibili H» basata Brindisi, operò prevalentemente nel Basso Adriatico.
Il 19 ottobre 1917 l'H 2, in missione nelle acque meridionali della Dalmazia, avvistò una formazione austroungarica (esploratore Helgoland, cacciatorpediniere Lika, Triglav, Csepel, Tátra, Orjen e Balaton) che si stava ritirando verso Cattaro inseguita da unità italo-franco-inglesi, ma non riuscì a portarsi all'attacco per l'eccessiva distanza
Il 22 gennaio 1918 il sommergibile fu inviato nelle acque prospicienti Durazzo, avvistò un cacciatorpediniere austroungarico classe «Huszar» e lo attaccò con il lancio di un siluro, che fu evitato con manovre evasive; l’H 2 rientrò in porto il 25 gennaio.
Complessivamente, durante la prima guerra mondiale, l'H 2 effettuò 37 missioni di guerra (14 offensive e 23 difensive), per totali 1274 ore di navigazione in superficie e 658 in immersione.
Dopo la guerra fu stanziato a La Spezia e poi distaccato all'Accademia Navale di Livorno; nel settembre 1923 fu coinvolto nella crisi di Corfù, e negli anni seguenti svolse attività addestrativa cambiando più volte base.
Il giorno 22 Dicembre 1928 nel porto di Napoli, ormeggiato al Molo Beverello, l'H 2 subì un'esplosione a bordo causata da un incendio nella sala batterie, Durante questo luttuoso incidente, persero la vita tre membri dell'equipaggio: Stefano Farina, Francesco Paolo di Somma e Donato Ceci.
Durante la guerra di Spagna il sommergibile operò nel Canale di Sicilia, rientrando senza aver individuato navi da attaccare.
Ridislocato a La Spezia nel gennaio 1940, fu impiegato in agguati protettivi (o in alcuni casi anche offensivi) nel Mar Ligure sino al febbraio 1941, quando fu trasferito a Taranto.
Compì poi 25 missioni protettive al largo di Crotone, Brindisi, Taranto e Gallipoli, venendo poi fermato per lavori di manutenzione.
Complessivamente, dal giugno al novembre 1940, l'H 2 svolse 40 missioni esplorativo-offensive, 53 di addestramento (per conto della Scuola Idrofonisti di La Spezia) e 23 di trasferimento, navigando complessivamente per 9395 miglia nautiche.
Il 7 settembre 1943 il sommergibile fu inviato ad Ajaccio e lì si trovava alla proclamazione dell'armistizio: al comando del tenente di vascello Antonio Canezza, si consegnò agli Alleati a Palermo e d lì ripartì il 19 settembre (unitamente ai gemelli H 1 ed H 4, a tre altri sommergibili e a varie altre unità navali) per trasferirsi a Malta. Il 13 ottobre ripartì da Malta per rientrare in Italia, assieme ai gemelli e ad altri 12 sommergibili.
Fu poi impiegato per l'addestramento delle unità antisommergibili alleate sino al gennaio 1945.
Posto in riserva nel novembre 1945, l'ormai vecchio H 2 fu messo in disarmo nel marzo 1946 nel porto di Taranto, radiato il 1º febbraio 1948 e demolito.